# Мармыжи (Нижегородская область)
Мармыжи — село в городском округе Перевозский Нижегородской области. Население 0 (2010) человек.

## Общая физико-географическая характеристика
Географическое положение
По автомобильным дорогам расстояние до областного центра города Нижнего Новгорода составляет 120 км, до административного центра города Перевоз — 17 км.
Часовой пояс
Мармыжи, как и вся Нижегородская область, находится в часовой зоне МСК (московское время). Смещение применяемого времени относительно UTC составляет +3:00.

## История
До 31 мая 2017 года входило в состав Дзержинского сельсовета.

## Население
Согласно результатам как переписи 2002 года, так и переписи 2010 года в селе отсутствовало постоянное население.
| 2002 | 2010 |
| ---- | ---- |
| 0    | →0   |